# José Manuel de Álava
José Manuel Álava y Sáenz de Navarrete (Vitoria, 19 de enero de 1743 - Guanajuato, 3 de junio de 1795) fue un militar español, Coronel del regimiento fijo en Puebla y brigadier de los Reales Ejércitos, gobernador y castellano interino de Acapulco, explorador del Pacífico Norte, hermano de Ignacio María de Álava y tío de Miguel Ricardo de Álava.

## Biografía
Hijo de Gaspar Álava Aranguren y Joaquina Sáenz Navarrete, nació en Vitoria el 19 de enero de 1743, curso sus estudios en el Seminario de Nobles de Vergara, ingresó como cadete en el ejército y fue destinado al Regimiento de Infantería de Sevilla, donde ascendió sucesivamente a subteniente (1762), teniente (1767), capitán y ayudante mayor (1771) y coronel. Como capitán, participó en el bloqueo frustrado y Sitio de Gibraltar (1779-1783).  Fue nombrado director de La Luisiana y Punto Mochales en las Nuevas Poblaciones de Sierra Morena. el proyecto más ambicioso de la Ilustración española 
En 1776 embarcó rumbo a América y en México fue nombrado capitán de Granaderos (1777), teniente coronel de Infantería (1782), coronel del nuevo Regimiento fijo de Puebla de los Ángeles (1789) y brigadier (1792). Fue socio supernumerario (1766) y benemérito (1771) de la Real Sociedad Bascongada de Amigos del País; y Caballero de la Orden de Santiago (1795). En 1790 asumió el cargo de Gobernador y castellano interino de Acapulco (estado de Guerrero, México). 
Ejerciendo este cargo, apoyó a Alcalá Galiano y a Cayetano Valdés en los preparativos de una de las siete expediciones para explorar el estrecho de Juan de Fuca, en el Pacífico Norte. En 1794 es nombrado conciliario de la Real Academia de San Carlos. En cumplimiento de la tercera Convención de Nutca (Nootka) entre España y el Reino Unido firmada el 11 de enero de 1794, por la cual ambos países acordaban abandonar Nutca, en septiembre de ese año fue nombrado por el virrey, el segundo conde de Revillagigedo, como representante de la corona española en sustitución del fallecido Juan Francisco de la Bodega. El 28 de marzo de 1795 tuvo lugar la ceremonia oficial con José Manuel de Álava representando a España; y el teniente Thomas Pearce, al Reino Unido. 
Cumplida su misión en Nutca en mayo de 1795 pidió licencia para restablecer su salud en Guanajuato, donde falleció. "Reconocido por su formación ilustrada y sus cualidades militares y diplomáticas, su trayectoria constituye un modelo de carrera militar realizada en América y es un testimonio de la interrelación entre las élites ilustradas y los altos mandos del ejército borbónico."
En su honor se dio el nombre de Cabo Álava (estado de Washington) al punto más occidental de los EE. UU. continentales.